# Mar Cuajada
La Mar Cuajada es un lugar fabuloso de la mitología astur-galaica: En la tradición asturiana es el lugar a donde van a morar los cuélebres cuando se hacen viejos y se trata de una gran masa de agua situada más allá del Océano Occidental aunque según otras versiones se extiende bajo la tierra, razón por la cual recibe también la denominación de mar tapada. En el fondo de la Mar Cuajada se acumulan innumerables diamantes que pueden ser asidos por los hombres con ayuda de una cuerda.
- Morimarusa, mar concreta
- San Amaro

- Datos: Q5995143